# 미국 대통령비서실

미국 대통령 비서실(White House Office)은 미국 대통령실 산하의 독립 기구이다. 대통령 비서실은 대통령 비서실장이 수장이다. 여러 사무실 소속 직원들은 보통 백악관 동관이나 서관, 아이젠하워관 등에서 근무한다. 대통령 보좌관들로 구성되며 정치 및 정책에 대해 검토한다. 의회의 임명 동의안은 필요치 않다.

## 역사
1939년 기구개정안으로 대통령실이 생기게 됐고 대통령 직속 위원회에서 여러 활동을 보조할 수 있게 됐다. 대통령 비서실은 각 대통령의 오랜 염원으로 생겨나게 됐고 대통령이 임명한 직원으로 구성된다. 그 권한은 1978년에 시작됐다. 일부 대통령 위원회가 비서실 산하에 구성된다.
대통령 비서실은 대통령실의 산하기관이기는 하지만, 대통령 직속 직원 체계에 있어서는 그 정석을 보여준다. 다수의 경우 물리적으로도 가장 가까우며 서관의 최고위직을 모두 차지하며 정책 및 안건, 활동, 공보 활동 등을 책임진다.